# Espiñeira (Aranga)
Espiñeira (llamado oficialmente A Espiñeira) es un lugar español situado en la parroquia de Cambás, del municipio de Aranga, en la provincia de La Coruña, Galicia.

## Demografía
| Gráfica de evolución demográfica de Espiñeira entre 2000 y 2018 |
|                                                                 |
| Datos según el nomenclátor publicado por el INE.                |